# Dantona stillata
Dantona stillata là một loài bướm đêm trong họ Noctuidae.